# Tòa nhà Ban thư ký Liên Hợp Quốc
Tòa nhà Ban thư ký Liên Hợp Quốc là một tòa nhà chọc trời cao 154m và là trung tâm của trụ sở của Liên Hợp Quốc, nằm trong Vịnh Rùa ở khu vực Midtown Manhattan của Manhattan, thành phố New York.  Lô đất nơi tòa nhà tọal ạc được coi là lãnh thổ của Liên Hợp Quốc, mặc dù nó vẫn là một phần của Hoa Kỳ.  Đây là tòa nhà chọc trời đầu tiên ở thành phố New York sử dụng bức tường rèm.

## Lịch sử

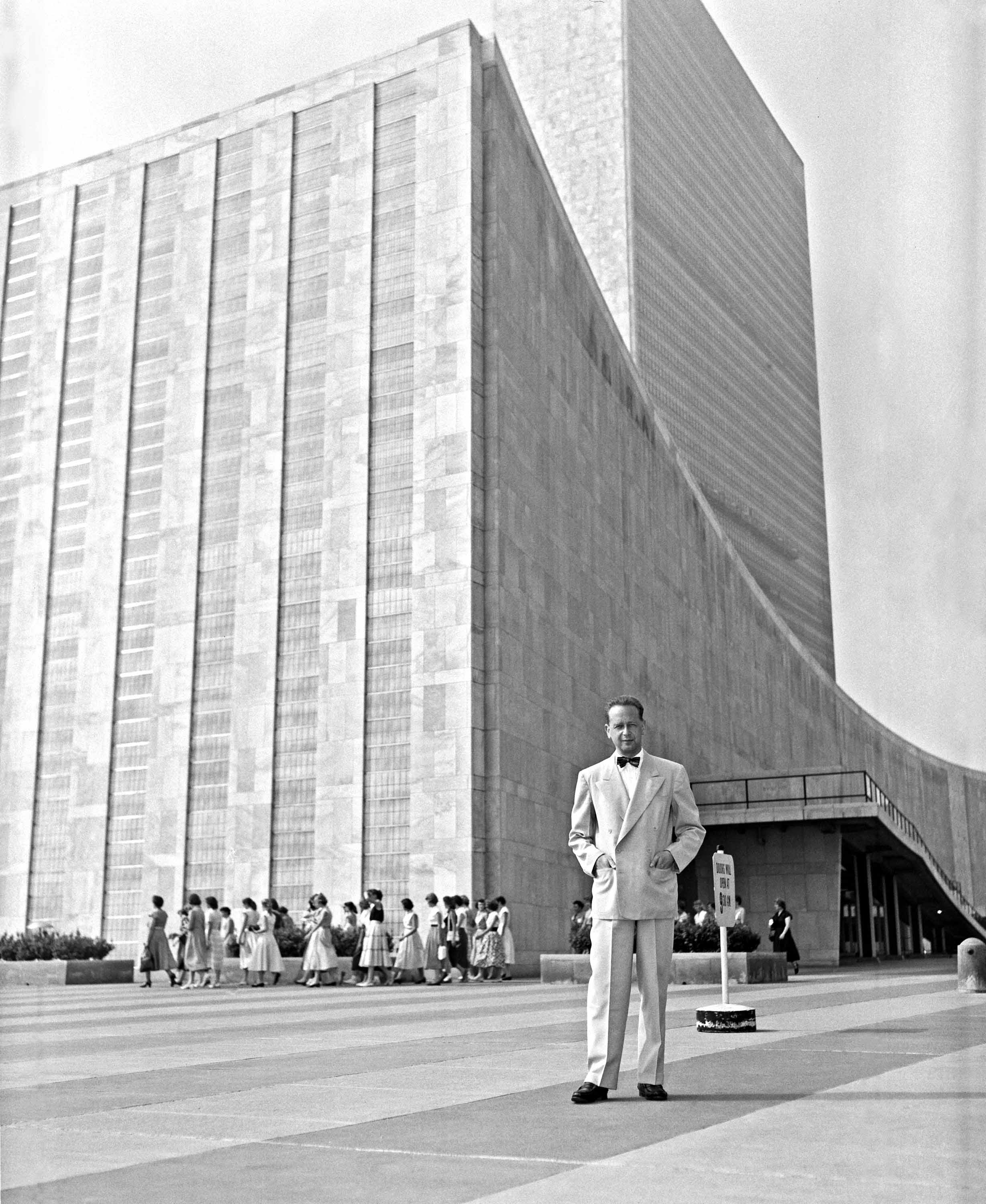
Tổng thư ký thứ 2 của Liên hợp quốc, Dag Hammarskjöld trước tòa nhà Đại hội đồng (những năm 1950)

Lễ khởi công xây dựng Ban thư ký diễn ra vào ngày 14 tháng 9 năm 1948.  Một tập đoàn gồm bốn công ty hợp đồng từ Manhattan và Queens đã được chọn để xây dựng Tòa nhà Ban thư ký như một phần của hợp đồng trị giá 30 triệu đô la.
Tòa nhà Ban thư ký có 39 tầng và được hoàn thành vào năm 1952.  Tòa nhà được thiết kế bởi kiến trúc sư người Brazil Oscar Niemeyer và kiến trúc sư người Pháp gốc Thụy Sĩ Le Corbusier.  Tòa nhà này được kết nối với Tòa nhà Hội nghị ở phía bắc, nơi chứa Đại hội đồng, Hội đồng Bảo an, trong số những người khác và một tòa nhà thư viện ở phía nam.  Tòa nhà chứa các chức năng hành chính của Liên Hợp Quốc, bao gồm các nhiệm vụ hàng ngày như tài chính và dịch thuật.  Là một phần của tổ hợp Liên Hợp Quốc, tòa nhà tuân theo thỏa thuận giữa Liên Hợp Quốc và nước chủ nhà, Hoa Kỳ.
Tòa nhà Ban thư ký LHQ đã được cải tạo, bắt đầu vào tháng 5 năm 2010 và mở cửa trở lại thông qua việc tái sử dụng theo giai đoạn với những người cư ngụ đầu tiên di chuyển vào tháng 7 năm 2012.
Vào ngày 29 tháng 10 năm 2012, tầng hầm của khu phức hợp Liên Hợp Quốc đã bị ngập do cơn bão Sandy, dẫn đến việc đóng cửa ba ngày và di dời một số văn phòng.

## Ảnh hưởng
Phong cách xây dựng đã truyền cảm hứng cho một số bản sao đáng chú ý, bao gồm Trụ sở của Hội đồng South Lanarkshire ở Hamilton, Scotland, được gọi là "Tòa nhà Hạt" tại địa phương.